# Шапка Гедиміна

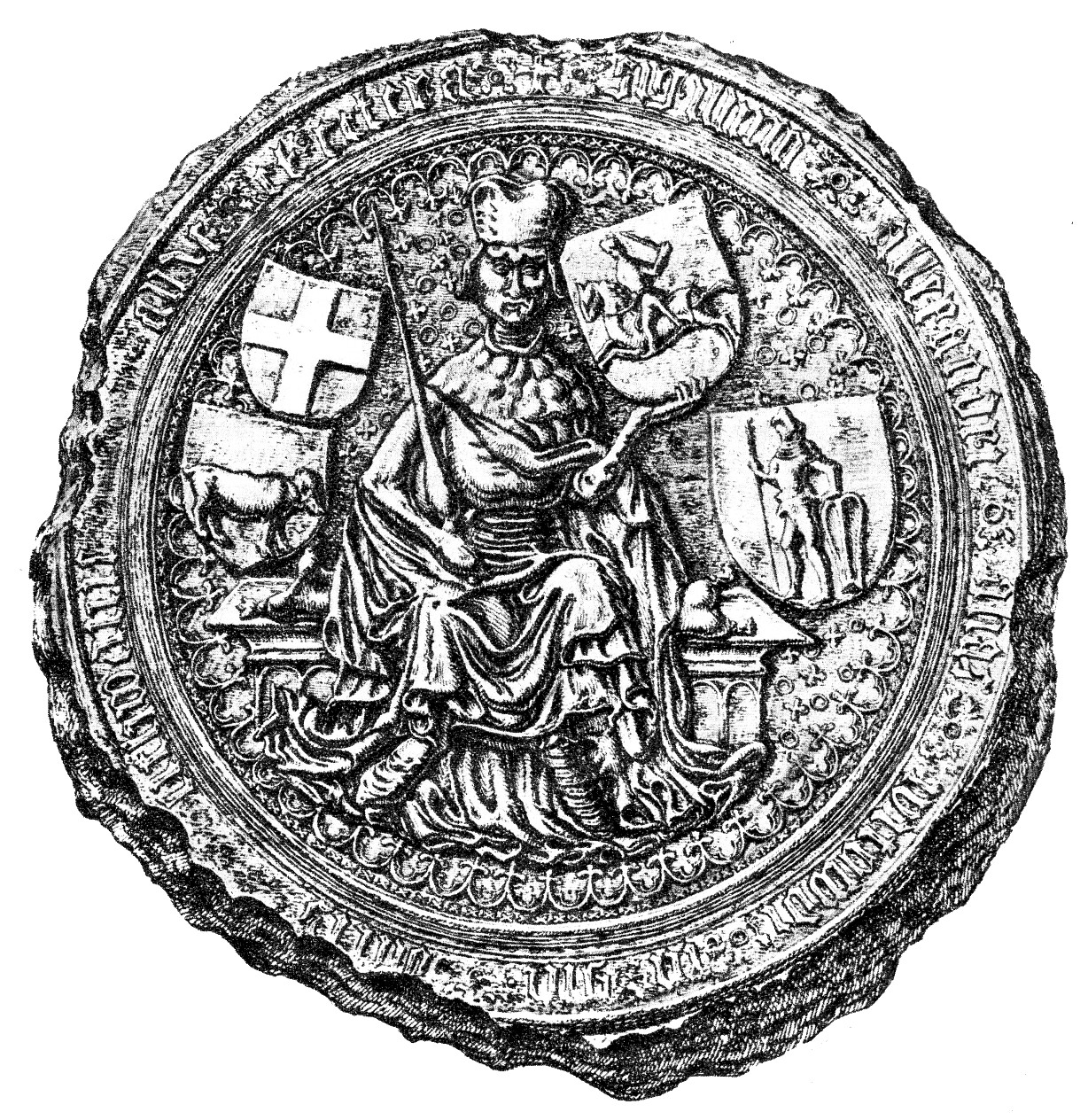
Печатка Вітовта 1407 року, перше іконографічне зображення шапки Гедиміна.

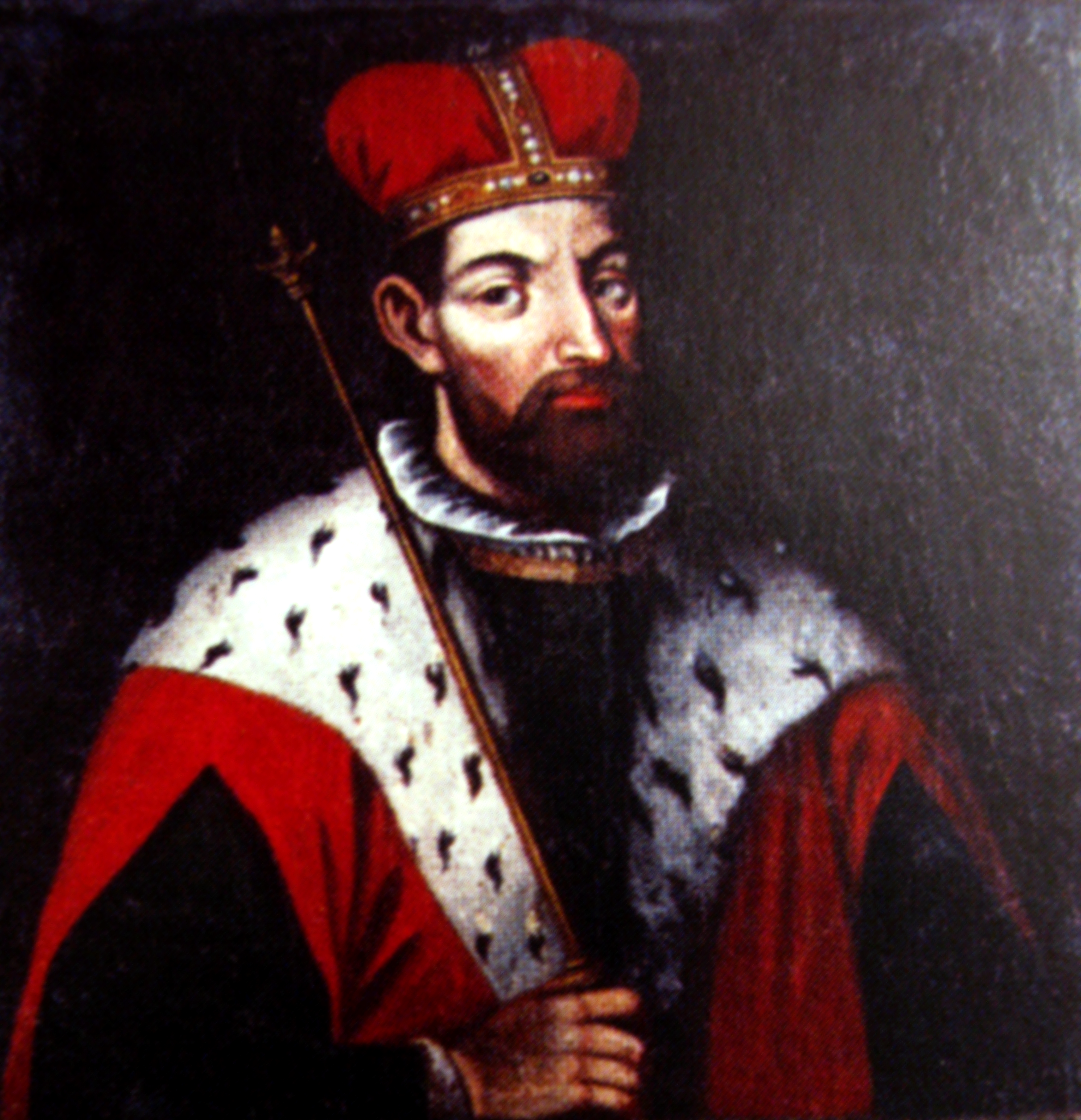
Гедимін, увінчаний власною шапкою, 1709 рік.

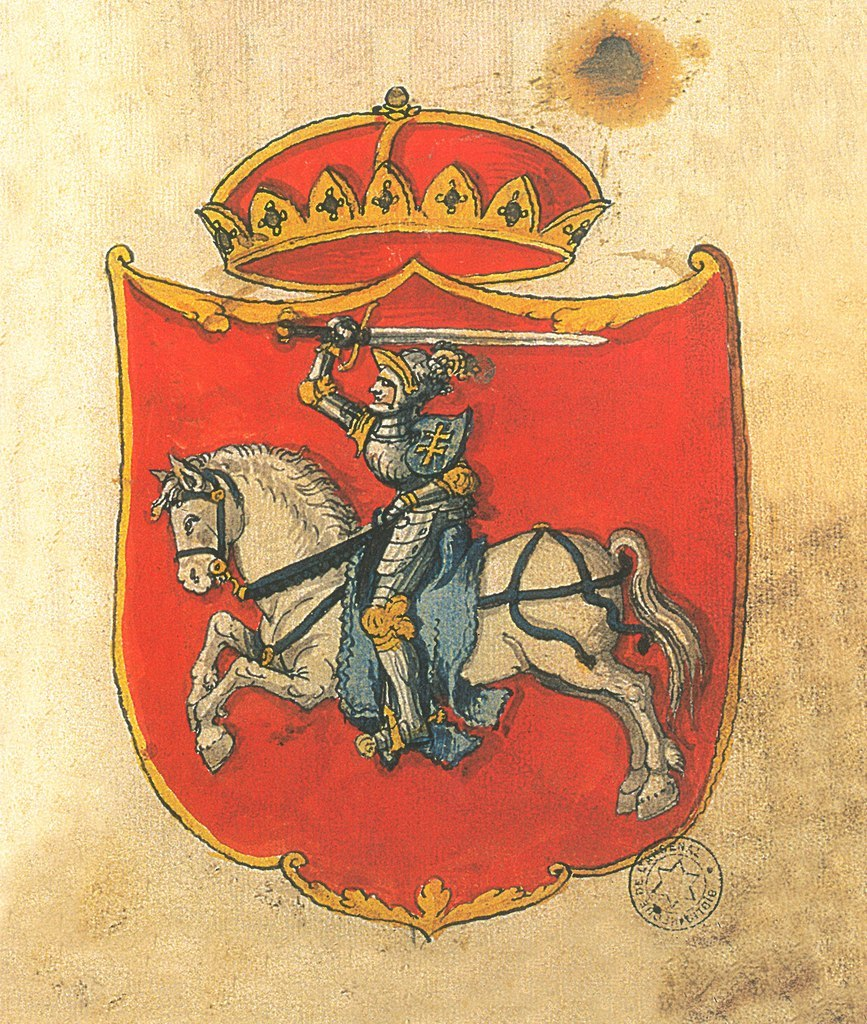
Герб Литви, увінчаний шапкою Гедиміна, 1555 рік.

Шапка Гедиміна (лит. Gedimino kepurė) була найважливішою регалією литовських монархів, які управляли Великим князівством Литовським до прийняття Люблінської унії в 1569 році. Під час інавгурації литовських монархів шапка Гедиміна покладалася на голову монарха віленським єпископом у Вільнюському кафедральному соборі.
Назва шапки походить від імені великого князя литовського Гедиміна, засновника династії Гедиміновичів і родоначальника литовських правителів з династій Кейстутовичів і Ягеллонів (Ягайловичів). Сама ж шапка символізує безперервність династії.
Вперше шапка була згадана у джерелах XVI ст., а сама вона зберігалася в державній скарбниці Великого князівства Литовського. На гербі, складеному для Павла Гольшанського, її зображено як круглий несегментований головний убір. З 1547 року Шапку Гедиміна карбували на литовських монетах над гербом Литви.
Шапка Гедиміна втратила своє значення після Люблінської унії 1569 року, яка скасувала окрему інавгурацію литовських монархів у Вільнюському соборі.
У 20 столітті, після Акту про незалежність Литви, литовські лит банкноти були випущені з портретом Вітовта Великого в шапці Гедиміна на честь 500-річчя його смерті в 1930 році. У 1936 році були викарбувані монети номіналом 10 лит нового дизайну, також із портретом Вітовта Великого в шапці Гедиміна.

## Титули литовських монархів
Після визнання Папою Римським Інокентієм IV Міндовг був коронований як король Литви в липні 1253 року короною, виготовленою в Ризі та наданою Андреасом фон Штірландом, магістром Лівонського ордену. Крім того, папа Олександр IV надав право коронувати сина Міндовга. Восени 1263 року Міндовг і його сини Рукліс і Рупейкіс були вбиті, а доля його королівської корони залишається невідомою.
Пізніші литовські монархи титулувалися як королі в комунікаціях з країнами Заходу та як великі князі литовські в комунікаціях з Руссю й татарами. Папа Іван XXII називав Гедиміна королем Литви та багатьох русинів. Тоді як Гедимін титулував себе королем Литви і русинів, князем Семигалії. З 1377 року Ягайло титулував себе королем Литви. У 1385 році литовським правителем Ягайлом у Кревській унії було узгоджено єдиний титул – великий князь литовський.
Титул великого князя литовського набув чинності за Вітовта Великого, який уклав Острівську угоду зі своїм кузеном Ягайлом у 1392 році, а сама угода була утверджена Віленсько-Радомським пактом 1401 року. Згідно з нею Ягайло титулувався верховним князем литовським. У свою чергу Вітовт визнавався фактичним правителем Литви. Крім того, через укладання угоди набуття цього статусу одразу вважалося легітимним. У 1398 році литовська знать оголосила Вітовта королем Литви, але після Луцького з’їзду 1430 року коронація була санкціонована Сигізмундом, імператором Священної Римської імперії. Крім того, Вітовт помер до прибуття корони в Литву.
Брат Ягайла Свидригайло також прагнув коронуватися. Крім того, й імператор Сигізмунд планував долучитися до його коронації в Пруссії, але в Литві спалахнула громадянська війна (1432-1438), у якій Свидригайло та його прибічники зазнали поразки.
Син Ягайла Владислав III також мав титул верховного князя литовського. У 1492 році Ян I Ольбрахт проголосив себе верховним князем литовським, але литовська пани-рада відхилила привласнення цього титулу Яном I.
У 1544-1548 роках Сигізмунд I Старий проголосив свою вищу монархічну владу в Литві, використовуючи титул верховного князя литовського, у свою чергу його син Сигізмунд II Август був намісником батька.

## Інавгурації литовських монархів

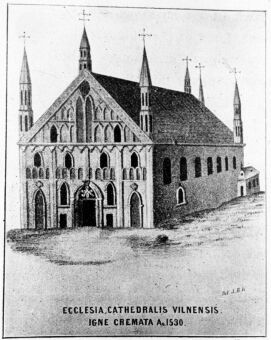
Вільнюський собор, збудований у 1407 році.

Інавгурація литовських монархів відбувалася у Вільнюському кафедральному соборі. Ця церемонія складалася з покладання шапки Гедиміна на голову литовського правителя та вручення меча. Шапка покладалася віленським єпископом, а меч вручався великим маршалком литовським. Регалії Вітовта складалися з шапки Гедиміна, меча, перстня, прапора та печатки.
За словами Яна Длугоша, першою задокументованою церемонією була інавгурація Казимира IV Ягеллончика. Казимир IV був відправлений своїм братом, королем польським і угорським, верховним князем литовським, Владиславом III до Литви, щоб правити від його імені. Але натомість після його прибуття до Вільнюса 29 червня 1440 року його було обрано великим князем литовським під церковні дзвони і співи Te Deum Laudamus. Цим Казимир IV порушив Гродненську унію (1432) і фактично розірвав польсько-литовський союз. Казимира IV було проголошено «вільним правителем», а Литву – суверенною державою. За словами історика Едвардаса Ґудавічуса, віленський єпископ поклав шапку Гедиміна у Вільнюському соборі на голову Казимира IV, попри спротив польської шляхти.
Ще однією задокументованою інавгурацією була інавгурація Олександра Ягеллончика у 1492 році. Олександр був титулований як великий князь литовський своїм батьком, але офіційні вибори правителя відбулися в рамках загальної ради панів, на якій вперше були присутні представники з усіх земель Великого князівства Литовського. Про хід церемонії нам відомо від Мацея Стрийковського, який повідомив, що після виборів правителя пани піднесли Олександра в соборі. Новообраний правитель був одягнутий «у герцогську шапку з перлами та дорогоцінним камінням, а також звичайну мантію, яку сьогодні принци Рейху носять під час імператорської коронації». Тоді віленський єпископ Войцех Табор благословив його і провів пасторське повчання. Після цього великий маршалок литовський Пятрас Йонайтіс Мантігірдатіс вручив Олександру меч і скіпетр. 
Стрийковський також повідомив про інавгурацію Сигізмунда I, яка відбулася 20 жовтня 1509 року. Церемонію знову проводив віленський єпископ Войцех Табор, який на цей раз не тільки благословив правителя, а також поклав на його голову шапку. У свою чергу великий маршалок литовський Михайло Глинський вручив йому меч. Сигізмунд I, сидячи на троні, прийняв присягу литовських панів. За слова Стрийковського, шапка «була з червоного оксамиту із золотими сферами, оздобленими дорогоцінним камінням».
Остання церемонія обрання великого князя литовського відбулася 18 жовтня 1529 року, коли Сигізмунд Август був обраний на цю посаду ще за життя свого батька. Церемонія відбулася у великій залі новозбудованого нижнього замку, оскільки того ж року кафедральний собор згорів. Молодий Сигізмунд Август сидів на троні між батьком і матір’ю, оточений членами пани-ради. Шапку на голову правителя поклав віленський єпископ, а маршалок вручив йому меч. 
Після Люблінської унії, яка утворила федеративну Річ Посполиту в 1569 році, і смерті останнього правителя династії Гедиміновичів Сигізмунда ІІ Августа в 1572 році окремі інавгурації у Вільнюському соборі були скасовані, тому шапка Гедиміна втратила своє церемоніальне значення. Відзнаки литовських правителів не збереглися, а після Люблінської унії при володарях залишилися лише печатка (зберігалася великим канцлером литовським) і прапор (який ніс біля правителя великий литовський прапороносець).
Правителі Речі Посполитої обиралися на спільних польсько-литовських виборчих сеймах аж до третього поділу Речі Посполитої 1795 року і отримували окремі титули короля польського та великого князя литовського. Під час спільних коронацій польсько-литовських монархів польська корона також оголошувалася власністю як польської, так і литовської шляхти.